# North Olmsted
North Olmsted – miasto w Stanach Zjednoczonych, w północnej części stanu Ohio, na zachodnich przedmieściach Cleveland. Liczba mieszkańców w 2000 roku wynosiła 34 210.